# Mảng Burma

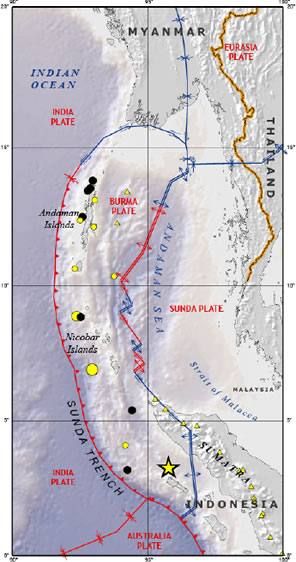
Mảng Burma, chỉ ra các ranh giới với mảng Ấn Độ (rãnh Sunda) và mảng Sunda (xuyên suốt biển Andaman).

Mảng Burma là một mảng kiến tạo nhỏ hay vi mảng nằm tại Đông Nam Á, thường được coi là một phần của mảng Á-Âu lớn hơn. Quần đảo Andaman, quần đảo Nicobar và miền tây bắc của Sumatra nằm trên mảng này. Vòng cung đảo này chia tách biển Andaman ra khỏi phần chính của Ấn Độ Dương ở phía tây.
Ở phía đông của nó là mảng Sunda, chúng được chia tách dọc theo một ranh giới biến dạng, chạy gần như theo hướng bắc nam xuyên qua biển Andaman. Ranh giới giữa mảng Burma và mảng Sunda là trung tâm tách giãn đáy biển ven rìa, dẫn tới sự mở ra của biển Andaman (từ hướng nam) bằng cách "đẩy" vòng cung đảo Andaman-Nicobar-Sumatra ra xa khỏi châu Á đại lục, một quá trình đã bắt đầu khoảng 4 triệu năm trước.
Ở phía tây là mảng Ấn Độ lớn hơn nhiều, đang ẩn chìm phía dưới mặt phía đông của mảng Burma. Đới hút chìm trải rộng này đã tạo ra rãnh Sunda.

## Lịch sử kiến tạo
Trong các mô hình tái hiện lại lịch sử kiến tạo của khu vực này, chuyển động nói chung theo hướng về phía bắc của mảng Ấn-Úc đã tạo ra sự va chạm thực sự của nó với lục địa Á-Âu, được bắt đầu từ thế Eocen, khoảng 50-55 triệu năm trước (Ma). Sự va chạm này của mảng Ấn Độ với châu Á khởi đầu phay nghịch kiến tạo sơn để hình thành nên dãy núi Himalaya.
Do mảng Ấn Độ trôi dạt về phía bắc với tốc độ tương đối cao, trung bình khoảng 16 cm/năm, nó cũng bị xoay đi theo hướng ngược chiều kim đồng hồ. Là kết quả của chuyển động lên phía bắc và sự tự xoay này, độ hội tụ dọc theo ranh giới phía đông của mảng (khu vực Burma-Andaman-Malay) với đại lục Á-Âu là một góc xiên.
Các lực biến dạng dọc theo đằng trước của đới ẩn chìm đã bắt đầu sự uốn cong theo chiều kim đồng hồ của vòng cung Sunda; vào một khoảng thời gian nào đó trong Hậu Oligocen (khoảng 32 Ma) quá trình phay tiếp theo đã phát triển và các vi mảng Burma và Sunda bắt đầu "tách khỏi" mảng Á-Âu lớn hơn.
Sau một loạt các chuỗi phay biến dạng tiếp theo và sự hút chìm liên tục của mảng Ấn Độ phía dưới mảng Burma, tách giãn sau cung tạo ra sự hình thành của bồn trũng ven rìa và trung tâm tách giãn đáy biển để trở thành biển Andaman, quá trình này diễn ra vào khoảng giữa thế Pliocen (3-4 Ma).

## Hoạt động kiến tạo gần đây
Vào ngày 26 tháng 12 năm 2004, một phần lớn của ranh giới giữa mảng Burma và mảng Ấn-Úc bị trượt, gây ra trận động đất Ấn Độ Dương 2004. Trận động đất siêu mạnh này có cường độ 9,3. Trên 1.600 km ranh giới trải qua phay ép và dịch chuyển trung bình khoảng 15 m, với đáy biển được nâng lên vài mét. Sự nâng lên đột ngột này của đáy biển đã gây ra một trận sóng thần khổng lồ đã giết chết khoảng 229.800 người dọc theo vùng bờ biển này của Ấn Độ Dương.